# Cratogeomys
Cratogeomys là một chi động vật có vú trong họ Chuột nang, bộ Gặm nhấm. Chi này được Merriam miêu tả năm 1895. Loài điển hình của chi này là Geomys merriami Thomas, 1893.

## Các loài
Chi này gồm các loài: